# Thermocyclops tenuis
Thermocyclops tenuis är en kräftdjursart som först beskrevs av Marsh 1909.  Thermocyclops tenuis ingår i släktet Thermocyclops och familjen Cyclopidae. Inga underarter finns listade i Catalogue of Life.